# Musée Griot.tes
Musée griot.tes, musée griots-griottes ou Musée régional de Tambacounda est un musée situé dans la région de Tambacounda au Sénégal.

## Localisation
Le musée est situé à parcelles assainies 2 à Tambacounda derrière la centrale électrique de Tambacounda. 

## Historique
Le Musée griots-griottes est une initiative de Bocar Niang, natif de Tambacounda, artiste et président de l’association free label. le coût de la construction est estimé à 700 000 € en partenariat financier de la fondation BeLonging.
La pause de la première pierre du musée a lieu le 3 décembre 2023, en présence des autorités administratif et des partenaires. La durée de construction est de 2 à 3 ans et doit ouvrir ses portes en 2026.

## Collections
Le musée des griot.tes de Tambacounda devra être composé de biographies d’objets afin de suivre l’histoire Griotte, des généalogies, récits, valeurs, d’objets musicaux ou d’arts, de mémoires, de transmissions et de médiations culturelles de façon matériel et immatériel.